# Gašenje
U nauci o materijalima, gašenje (engl. quenching) predstavlja brzo hlađenje obrađivanog predmeta u vodi, ulju il na vazduhu radi ostvarivanja određenih svojstava materijala. Gašenje je tip termičke obrade kojim se sprečavaju neželjeni nisko temperaturni procesi, kao što je odvijanje faznih transformacija. To se ostvaruje putem redukovanja vremenskog intervala tokom koga su te neželene reakcije termodinamički povovoljne, i kinetički prihvatljive; na primer, gašenjem se može redukovati veličina kristalnih zrna u metalurškim i plastičnim materijalima, čime se povečava njihova tvrdoća.
U metalurgiji, gašenje se najčešće koristi za otrvdnjavanje čelika putem uovđenja martenzita, u kom slučaju čelik mora da bude brzo ohlađen kroz njegovu eutektičku tačku, temperaturu na kojoj austenit postaje nestabilan. U čeličnim legurama sa matalima kao što su nikal i mangan, eutektička temperatura postaje znatno niža, dok kinetičke barijere za fazne transformacije ostaju iste. To omogućava da hlađenje počne na nižoj temperaturi, što znatno olakšava proces. Brzorezni čelik isto tako ima dodat volfram, koji povišava kinetičku barijeru i daje iluziju da je materijal hlađen brže nego što je stvarno učinjeno. Čak i sporo hlađenje takve legure na vazduhu pruža većinu željenih efekata kaljenja.
Ekstremno brzo hlađenje može da spreči formiranje svih kristalnih struktura, ishod čega je amorfni metal ili „metalno staklo”.

## Kaljenje čelika
Kaljenje čelika je toplotna obrada kojom se postiže otvrdnuće čelika. Ono se sastoji od austenizacije (zagrijavanje u γ-područje ili austenit) i ohlađivanja takvom brzinom da se znatan dio (najbolje cijeli dio) austenita pretvori u martenzit. Temperatura kaljenja (austenizacije) iskustveno se izračunava primenom vrednosti temperature  (za podeutektoidne) i temperature  (za nadeutektoidne čelike):
; odnosno 
Kod čelika su te temperature uvek navedene, i to s napomenom u kojem se sredstvu čelik kali. Kaljenje može biti u u slanoj vodi, vodi, ulju ili vazduhu.

## Tvrdoća čelika
Tvrdoća čelika (martenzita) nakon kaljenja zavisi najviše od udela ugljenika. Kod čelika s malim udelom ugljenika (manjim od 0,25%) nakon kaljenja se postiže premala tvrdoća, a i zbog delimičnog razugljeničenja površine. Zbog toga se čelici s udelom ugljenika manjim od 0,3% u pravilu ne kale, za razliku od čelika za poboljšanje s udelom ugljenika od 0,3% do 0,6%. Pri kaljenju nastaju u čeliku naprezanja zbog faznog pretvaranja (razlike u zapreminama između austenita i martenzita). Zbog tih naprezanja čelik se može deformirati ili puknuti.
Minimalna naprezanja (teorijski nula) u čeliku postižu se takozvanim kaljenjem bez naprezanja (martempering), što je poseban oblik stupnjevitog kaljenja pri kojem nastaje martenzit istovremeno po celom preseku. Naprezanja kaljenja smanjuju se takođe i primenom tzv. prekinutog kaljenja, kada se čelik kali u sredstvu s većim, a zatim s manjim intenzitetom ohlađivanja.
Unutarnja naprezanja u kaljenom čeliku smanjuju se izotermnim žarenjem (popuštanjem) na temperaturama od 150 ºC do 200 ºC (bez osetnog sniženja mehaničkih svojstava čelika) ili toplotnim obradama koji slede nakon kaljenja.
Kaljivost čelika, odnosno njegova tvrdoća nakon kaljenja, zavisi pre svega od udela ugljenika u čeliku. Tvrdoća martenzita se povećava s povećanjem udela ugljenika u martenzitu do približno 0,6%.
Prokaljivost je mogućnost zakaljivanja čelika u dubinu, a zavisi o više uticajnih činioca. Najveći uticaj na prokaljivost imaju legirni elementi. Prokaljivost jedni povećavaju, a drugi je smanjuju. Delovanje na prokaljivost zavisi od vrste pojedinačnih legirnih elemenata ili od grupe legirnih elemenata, te od njihovih udela. Delovanje ugljenika na prokaljivost zanemarivo je u poređenju s delovanjem legirnih elemenata. Prokaljivost čelika upoređuje se na temelju Džominijevog eksperimenta, a prokaljivost čeličnih delova ocenjuje se na osnovu kritičnog prečnika, koji se određuje po Grosmanovoj metodi.

## Poboljšavanje
Poboljšavanje je složena toplotna obrada koja se sastoji od kaljenja, te popuštanja pri povišenim temperaturama. Poboljšavanjem se mogu postići optimalne kombinacije čvrstoće, tvrdoće i žilavosti čelika za određenu primenu. Najveći učinak ima ta toplotna obrada kod čelika za poboljšanje s udelom ugljenika od 0,3% do 0,6%, a dele se na ugljične i legirane.
Nakon kaljenja čelici imaju veliku čvrstoću, ali su veoma krti. Popuštanjem se povećava žilavost kaljenog čelika, a smanjuje se čvrstoća. Popuštanje je toplotna obrada, u pravilu nakon kaljenja, kako bi se postigla određena svojstva, pre svega žilavost i duktilnost. Sastoji se od zagrevanja na određenu temperaturu (ispod Ac1), izotermnog držanja na toj temperaturi (npr. 1 sat) i ohlađivanja primerenom brzinom. Postupak se može i ponoviti.
Martenzitna je mikrostruktura čelika nestabilna i menja se pri zagrijavanju na povišene temperature. Promene zavise od temperature popuštanja koja seže od približno 100 ºC do temperature Ae1. Odabirom temperature popuštanja mogu se postići sve moguće vrednosti čvrstoće čelika između kaljenog i praktično žarenog (sferoidizovanog) stanja.
Poseban je primer poboljšavanja tzv. izotermno poboljšavanje (austempering), kad se čelik s temperature austenizacije brzo ohladi u solnoj ili kovinskoj kupki, u temperaturnom području bainita, te izotermno transformiše u bainit, koji ima srazmerno veliku čvrstoću i žilavost.

## Čelici za poboljšavanje
Čelici za poboljšavanje pripadaju grupi nelegiranih ili niskolegiranih konstrukcijskih čelika koji kaljenjem i visokim popuštanjem (>500 °C) postižu odgovarajuću granicu razvlačenja, zateznu čvrstoću i žilavost. Kaljenjem se nastoji da se postigne što potpunija martenzitna mikrostruktura po preseku, tj. što viša prokaljenosti. Ova grupa čelika sadrži 0,25 - 0,60% ugljenika koji utiče na njihovu zakaljivost. U čelike za poboljšanje ubrajaju se i čelici za cementaciju koji nisu pougljeničeni, ali su kaljeni s temperature austenitizacije jezgre, te popušteni pri temperaturi oko 200 °C ili iznad 500 °C.

### Čelici za površinsko kaljenje
Plamenim ili indukcijskim površinskim kaljenjem može se postići visoka otpornost na trošenje i dinamička izdržljivost površinskih slojeva nekih čelika za poboljšanje. Takvim postupkom postižu se svojstva površine koja su slična svojstvima cementiranog čelika, ali su svojstva sredine preseka znatno bolja.
Površinski se mogu kaliti nelegirani ili niskolegirani čelici s oko 0,35 - 0,60% ugljenika, koji se zbog visoke toplotne prodljivosti mogu brzo zagravati i hladiti, a da ne dođe do velikih toplotnih naprezanja i površinskih napuknuća. Ova grupa čelika ima sniženi udeo fosfora (< 0,025% nelegirani, tj. < 0,035% niskolegirani čelici), što osigurava visoku žilavost i jednoličnost tvrdoće zakaljenog sloja. Prema normama (DIN i HRN) najčešće se za površinsko kaljenje koriste čelici: C35G (Č 1431), C45G (Č 1531), C53G (Č 1633), 46Cr2 (Č 4133), 42CrMo4 (Č 4732).

## Gašenje čelika
Gašenje spada u postupke toplotne obrade metalnih legura, a sprovodi se u svrhu postizanja odgovarajućih mehaničkih svojstava legura bez nastanka loma, uz tolerantnu razinu deformacija i zaostalih naprezanja. Uopšteno, gašenje čelika je hlađivanje čelika s temperature austenitizacije brzinama većim od brzina koje odgovaraju hlađivanju na mirnom vazduhu. Zbog velikih brzina ohlađivanja, gašenjem se onemogućuju ravnotežne pretvaranja pri hlađivanju, a legura se udaljuje od stabilnog stanja. Dve su osnovne vrste gašenja: 
- kaljenje pri kojem se visokotemperaturna faza transformira u novu neravnotežnu fazu;
- gašenje bez faznih pretvaranja kada se u leguri ustaljuje visokotemperaturna faza.

## Literatura
- Ljubomir Nedeljković, „Metalurgija čelika“, Skripta, Tehnološko-Metalurški Fakultet u Beogradu, 1985
- Ljubomir Nedeljković, „Metalurgija specijalnih čelika“, Skripta, Tehnološko-Metalurški Fakultet u Beogradu, 1985
- Duncan, James P. and Lawson, James L. Quench Press. U.S. Patent 4360189. November 1982. http://www.freepatentsonline.com/4360189.html
- Robert W. Cahn; Peter Haasen, ур. (1996). Physical Metallurgy. 2. Elsevier Science.
- Alvarenga, H. D.; Van de Putte, T.; Van Steenberge, N.; Sietsma, J.; Terryn, H. (8. 10. 2014). „Influence of Carbide Morphology and Microstructure on the Kinetics of Superficial Decarburization of C-Mn Steels”. Metallurgical and Materials Transactions A. 46: 123—133. S2CID 136871961. doi:10.1007/s11661-014-2600-y.
- B.B. Patra; Biswajit Samantray (2011). Engineering Chemistry I. Dorling Kindersley.
- Dossett, Jon L.; Boyer, Howard E. (2006). Practical heat treating. ASM International.
- Rajan, T. V.; Sharma, C. P.; Sharma, Ashok (1992). Heat Treatment: Principles and Techniques. Prentence Hall.
- „The National Board of Boiler and Pressure Vessel Inspectors”. www.nationalboard.org. Архивирано из оригинала 20. 12. 2010. г. Приступљено 29. 4. 2018.
- Najdahmadi, A.; Zarei-Hanzaki, A.; Farghadani, E. (1. 2. 2014). „Mechanical properties enhancement in Ti–29Nb–13Ta–4.6Zr alloy via heat treatment with no detrimental effect on its biocompatibility”. Materials & Design. 54: 786—791. ISSN 0261-3069. doi:10.1016/j.matdes.2013.09.007.
- Andrews, Jack (1994). New Edge of the Anvil: a resource book for the blacksmith.
- „PMPA's Designer's Guide: Heat treatment”. Архивирано из оригинала 2009-07-14. г. Приступљено 2009-06-19.
- „Made in the Midlands | Fluidised beds: A Green Alternative to Salt Baths”. claytonholdings.madeinthemidlands.com. Архивирано из оригинала 2016-02-07. г. Приступљено 2015-06-02.
- Reed-Hill, Robert (1994). Principles of Physical Metallurgy (3rd изд.). Boston: PWS Publishing.
- Pavlina, E. J.; Tyne, C. J. Van (1. 12. 2008). „Correlation of Yield Strength and Tensile Strength with Hardness for Steels”. Journal of Materials Engineering and Performance. 17 (6): 888—893. Bibcode:2008JMEP...17..888P. S2CID 135890256. doi:10.1007/s11665-008-9225-5.
- Manufacturing Processes Reference Guide by Robert H. Todd, Dell K. Allen, and Leo Alting pg. 410
- Nichols R (29. 7. 2001). „Quenching and tempering of welded carbon steel tubulars”. The Fabricator.
- Lambers HG, Tschumak S, Maier HJ, Canadinc D (април 2009). „Role of Austenitization and Pre-Deformation on the Kinetics of the Isothermal Bainitic Transformation”. Metall Mater Trans A. 40 (6): 1355—1366. Bibcode:2009MMTA...40.1355L. S2CID 136882327. doi:10.1007/s11661-009-9827-z.
- „Austenitization”.
- Kilicli V, Erdogan M (2008). „The Strain-Hardening Behavior of Partially Austenitized and the Austempered Ductile Irons with Dual Matrix Structures”. J Mater Eng Perf. 17 (2): 240—9. Bibcode:2008JMEP...17..240K. S2CID 135484622. doi:10.1007/s11665-007-9143-y.
- Batra U, Ray S, Prabhakar SR (2003). „Effect of austenitization on austempering of copper alloyed ductile iron”. Journal of Materials Engineering and Performance. 12 (5): 597—601. S2CID 135865284. doi:10.1361/105994903100277120.
- Chupatanakul S, Nash P (август 2006). „Dilatometric measurement of carbon enrichment in austenite during bainite transformation”. J Mater Sci. 41 (15): 4965—9. Bibcode:2006JMatS..41.4965C. S2CID 137527848. doi:10.1007/s10853-006-0127-3.

## Spoljašnje veze
- Медији везани за чланак Gašenje на Викимедијиној остави
- International Heat Treatment Magazine
- A thorough discussion of tempering processes
- Webpage showing heating glow and tempering colors